# Georges Kopp
Pour les articles homonymes, voir Kopp.
 (décembre 2021).
Georges Kopp, né en 1902 à Saint-Pétersbourg en Russie et mort le 15 juillet 1951 à Marseille en France, est un ingénieur et militaire belge d'origine russe. Durant la guerre d'Espagne, il est commandant de l'unité de la milice du Parti ouvrier d'unification marxiste où combat George Orwell, qui le rend célèbre à travers son témoignage écrit Hommage à la Catalogne.

## Biographie

### Famille
Georges Kopp et ses parents quittent Saint-Pétersbourg en 1910 pour s'installer en Suisse, d'où ils migrent ensuite vers la Belgique. Il fait des études d'ingénierie à l'Université libre de Bruxelles, qu'il abandonne. Marié à une Belge, Germaine Warnotte, il a cinq enfants. Il la quittera par la suite.
Il se remarie avec Doreen Hunton, membre par alliance de la famille de George Orwell. Ils déménagent en France en 1950, à Lamotte-Beuvron puis à Marseille. Il y décède l'année suivante.

### Guerre d'Espagne
Quand la guerre d'Espagne débute en juillet 1936, il abandonne sa famille pour partir combattre. Dans une lettre à sa femme, il explique vouloir combattre le fascisme, mais aussi que l'état lamentable de son mariage le pousse à partir.
George Orwell décrit Kopp comme un « ingénieur belge », condamné à une peine de prison sévère en Belgique pour avoir organisé des transports d'armes pour la République espagnole et pour avoir joint une armée étrangère, tout en étant officier de réserve de l'Armée belge. Tout cela est faux. Grâce à sa nationalité russe, Kopp n'avait jamais fait de service militaire en Belgique. Il n'y a pas non plus de traces d'un engagement politique de sa part avant son départ pour l'Espagne.  
Dans Hommage à la Catalogne, Orwell souligne la bravoure de Georges Kopp. Indiquant qu'il était sur le front espagnol depuis 1936, il décrit notamment comment Kopp se serait interposé entre des révolutionnaires pendant les Journées de mai 1937, au cours desquelles des affrontements ont opposé dans Barcelone les anarchistes et les miliciens du Parti ouvrier d'unification marxiste (POUM) d'une part et l'État républicain, le Parti socialiste unifié de Catalogne (résultat de la fusion des communistes et des socialistes catalans) d'autre part. La scène décrite par Orwell se situe entre le siège du POUM et le café Moka, « un café avec un hôtel au-dessus » dans lequel « vingt ou trente gardes civils armés avaient pénétré avec la mission supposée de se tenir prêts à neutraliser le POUM quand l'ordre leur en serait donné ».
Dans l'opération de « nettoyage » dans le camp républicain, lancée contre les milices des anarchistes et du POUM, Kopp est arrêté. Il passe dix-huit mois dans des prisons républicaines. Après le grand procès contre les chefs du POUM, il quitte l'Espagne pour s'installer en Angleterre. 

### Seconde Guerre mondiale
Quand la Seconde Guerre mondiale éclate, George Kopp s'engage dans la Légion étrangère française. Il est blessé en juin 1940 et fait prisonnier par les Allemands. Retenu dans un hôpital militaire, il s'en évade pour rejoindre la France libre. À Marseille, il entre en contact avec les services secrets britanniques et les renseigne notamment sur les activités navales. Il est rapatrié en Grande-Bretagne après que la Gestapo ait alerté la police secrète du régime de Vichy sur ses activités.